# Erik Bach (komponist)
 For alternative betydninger, se Erik Bach. (Se også artikler, som begynder med Erik Bach)
Erik Bach (født 5. januar 1946 i Mariager) er en dansk komponist og musiklærer.
I 1972 tog han diplomeksamen i musikteori og musikhistorie samt Musikpædagogisk Diplomeksamen fra Det Jyske Musikkonservatorium, hvor hans lærere bl.a. var Pelle Gudmundsen-Holmgreen og Per Nørgård. I 1976 tog han diplomeksamen i komposition fra Det Jyske Musikkonservatorium og blev Cand. phil. i musikvidenskab fra Aarhus Universitet.
Som man kan se nedenfor, har han siden beklædt en lang række poster i det jyske musikliv, indtil han i 2004 blev direktør for Det Danske Institut for Videnskab og Kunst i Rom. Gennem alle årene har han komponeret, samtidig med at han varetog sine undervisningsmæssige og administrative poster. I 2002-03 tog hen en uddannelse i musikteknologi ved Aalborg Universitet 2002-03.
Fra interview i DMT 1977-1978 nr. 3 (Webside ikke længere tilgængelig)

"Fra min tidligere tid stammer den basale idé om, at musik primært er brugsmusik – og alle de musiktyper jeg stødte på dengang, har selvfølgelig sat deres umiskendelige spor i min musik ... Jeg startede meget sent – kom først i gang med at spille klaver som 18 årig og spillede siden på værtshuse og til gymnastik og til bal lørdag aften og spillede jazz i en periode og levede af det en overgang."
Fra interview 24. december 2005 på www.aarhus.dk Arkiveret 28. september 2007 hos  Wayback Machine

"Jeg har brugt tre fjerdedele af livet på at være administrator. Så nu synes jeg, det er vigtigt, at jeg får lov at bruge den sidste del af mit liv på at være kunstner."
2010 blev han Ridder af 1. grad af Dannebrog.

## Ansættelser m.v
- 1971-1976 Det Fynske Musikkonservatorium, Det jyske Musikkonservatorium, og Aarhus Universitet
- 1974-1975 Visiting lecturer/ Composer in Residence University of Edinburgh
- 1976-1992 Docent: Nordjysk Musikkonservatorium,
- 1978-1992 Rektor Nordjysk Musikkonservatorium.
- 1988-1996 Generalsekretær Nordisk Konservatorieråd
- 1992- 2001 Rektor Det jyske Musikkonservatorium,
- 2001 Docent ved Det jyske Musikkonservatorium,
- 2004 Direktør for Det Danske Institut for Videnskab og Kunst i Rom

## Musik
Med inspiration fra halvfjerdsernes postmodernisme, men også fra Per Nørgaard og Peter Maxwell Davies har Erik Bach komponeret over 70 værker – mange i en lettilgængelig stil. Flere af værkerne inddrager citater fra kendte klassiske stykker, flettet sammen med komponistens egne originale idéer.
- Four Pipers Piping, A Scottish Fantasy (1976)
- Departure (1979)
- Forår i Milk Wood (1983) Arkiveret 27. september 2007 hos  Wayback Machine
- Bag Spejlet (1993) (Webside ikke længere tilgængelig)
- Olympias Hævn (opera 2001)
- Abekongen (børneopera 2006) Arkiveret 27. september 2007 hos  Wayback Machine
- Réflexions (klarinet og orkester)
- Berlin revisited (orkester)
- Astrotrain (orkester)
- Anleitung zum Tanz
- Igori (1982)

- operaer
- orkesterværker
- brassband
- kor
- kammermusik
- soloværker
- Værkeri DVM Arkiveret 31. oktober 2007 hos  Wayback Machine
- Værker i Det kgl. Bibliotek Arkiveret 6. oktober 2007 hos  Wayback Machine